# Vanlig långbenslocke
Vanlig långbenslocke (Leiobunum rotundum) är en spindeldjursart som först beskrevs av Pierre André Latreille 1798.  Kallas på svenska numera rödlocke. Vanlig långbenslocke ingår i släktet Leiobunum, och familjen långbenslockar. Arten är reproducerande i Sverige.
Kallas också rödlocke

## Bildgalleri

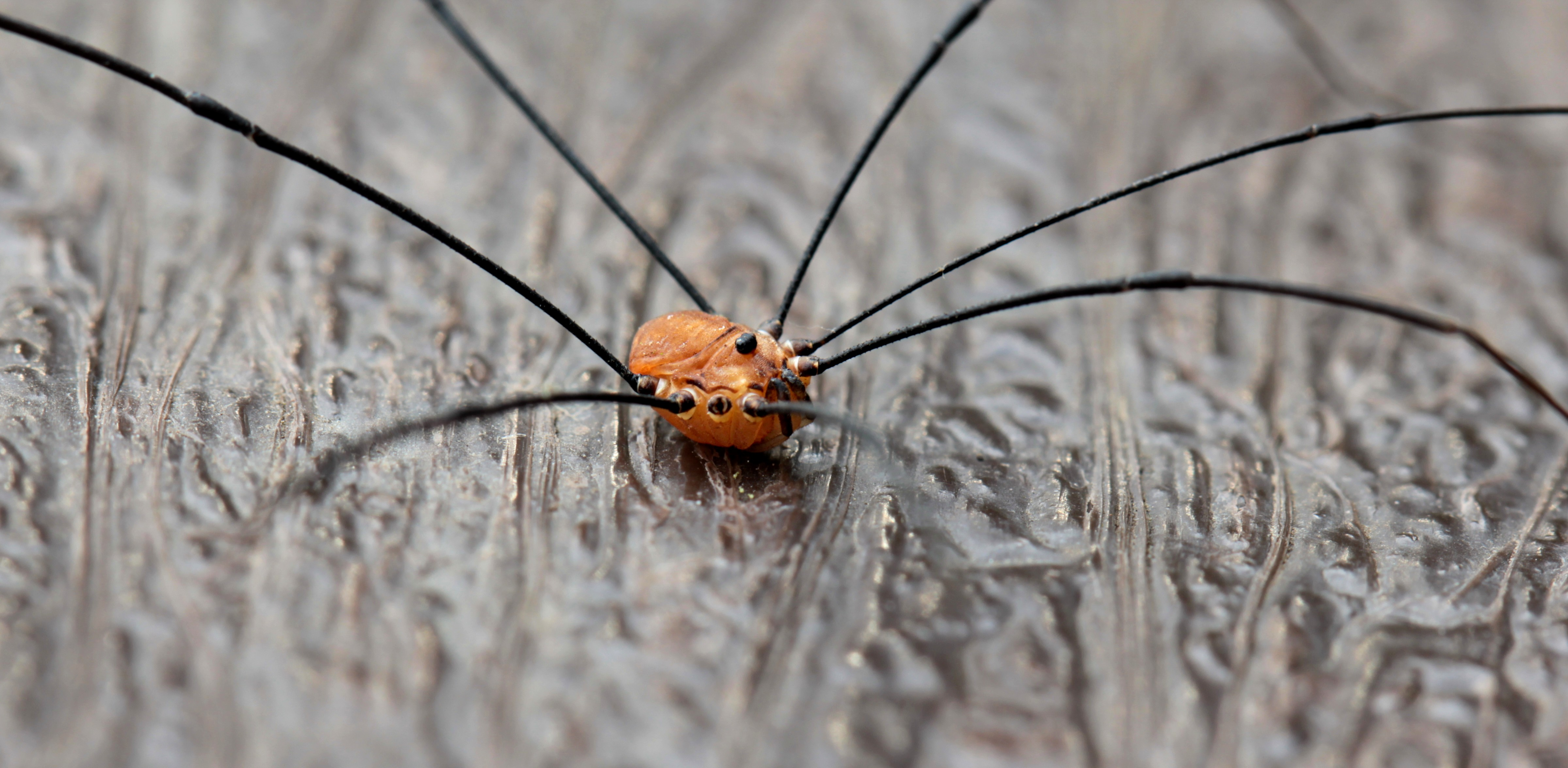
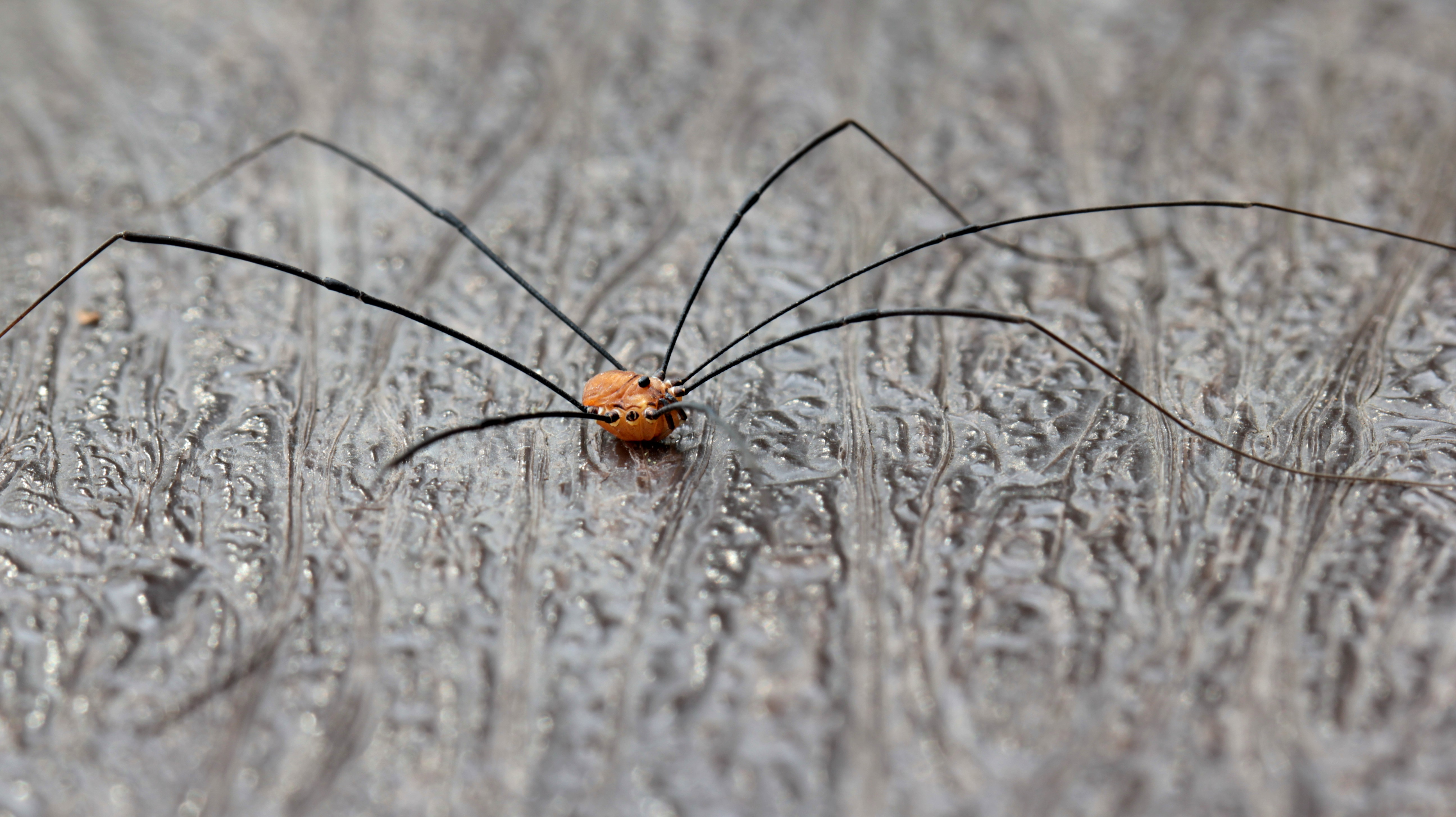
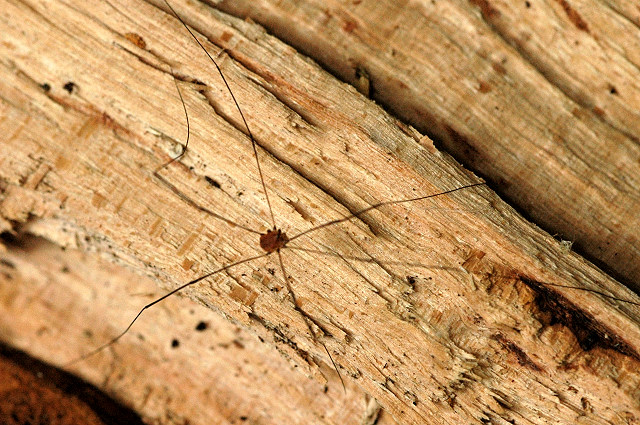